# Pagode Van Hanh
 (octobre 2013).
Si vous disposez d'ouvrages ou d'articles de référence ou si vous connaissez des sites web de qualité traitant du thème abordé ici, merci de compléter l'article en donnant les références utiles à sa vérifiabilité et en les liant à la section « Notes et références ».
La pagode Van Hanh est située au no 3 rue du Souvenir Français à Saint-Herblain, en Loire-Atlantique. C'est la première et la seule pagode bouddhiste de l'Ouest de la France.[réf. nécessaire]

## Histoire

Les Trois Joyaux.

Elle a été créée par des réfugiés vietnamiens et vietnamiens-laotiens membres de l'« Association Bouddhique de l'Ouest » qui fut fondée le 1er mars 1987 sous le patronage du « Très Vénérable Président du Conseil Administratif de la Congrégation Bouddhique Vietnamienne Unifiée d'Europe ».
Plus tard, cette association a pu acquérir une petite ferme, qu'elle a transformée en un lieu de culte des Trois Joyaux, où les bouddhistes peuvent mener des activités culturelles et la pratique du Dharma.
En 1996, le Président du Conseil Administratif de la Congrégation Bouddhique Vietnamienne Unifiée d'Europe a nommé le Bhikkhu Thich Nguyen Loc, Président, responsable de la pagode Van Hanh.
Depuis, sous la direction du Vénérable Thich Nguyen Loc, l'association a acquis un terrain adjacent afin d'agrandir la superficie initiale du lieu de culte devenu un temple bouddhiste. En septembre 2002, un permis de rénovation a été octroyé par la ville de Saint-Herblain. Les travaux ont débuté en avril 2004 pour s'achever quatre ans plus tard en juin 2008, et ont ainsi permis de transformer l'ancienne ferme en lui attribuant toutes les caractéristiques architecturales des pagodes asiatiques traditionnelles.
En juin 2016, la pagode est de nouveau agrandie par l'adjonction d'une nouvelle aile à deux niveaux, destinée à accueillir une bibliothèque, ainsi qu'un hébergement pour les moines de passage. Auparavant, une maison traditionnelle en bois d'une centaine d’années arrivée en pièces détachées du Viet Nam avait été remontée au temple bouddhiste afin de servir de lieu de vie  (maison d’accueil, lieu d’exposition, de fête pour les enfants…).